# Pfarrhaus (Schwabhausen bei Landsberg)

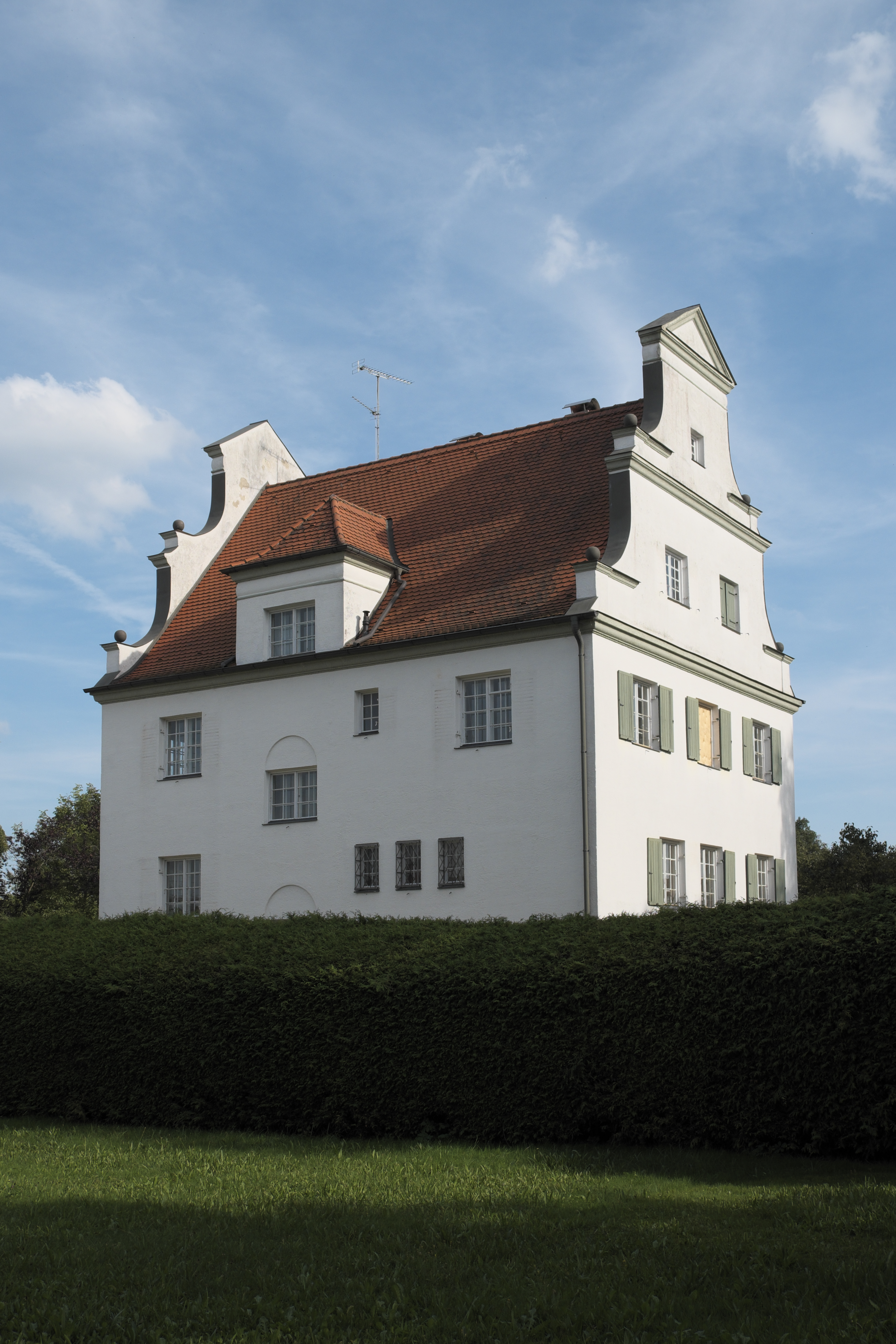
Pfarrhaus in Schwabhausen, Nordwestseite

Das Pfarrhaus in Schwabhausen, einem Gemeindeteil von Weil im oberbayerischen Landkreis Landsberg am Lech, wurde 1914/15 anstelle eines Vorgängerbaus aus dem Jahr 1711 errichtet. Das Pfarrhaus an der Dorfstraße 16, bei der katholischen Pfarrkirche Heilig Kreuz, ist ein geschütztes Baudenkmal.

## Beschreibung
Der zweigeschossige Steilsatteldachbau mit neubarocken Schweifgiebeln wurde nach Plänen des Augsburger Architekten Albert Kirchmayer errichtet. Die hohen Blendgiebel mit Gesimsgliederung und Dreiecksgiebelaufsatz sind nach Art der Renaissance gestaltet. An der südlichen Traufseite ist ein risalitartiger Bodenerker mit Dreiecksgiebel vorhanden. Auf der nördlichen Traufseite sitzt über der Treppenhausachse eine Gaube mit Walmdach. Die Rechteckfenster mit grünen Läden besitzen enge Sprossen. Über eine Differenztreppe erreicht man an der östlichen Giebelseite den Eingang mit profilierter Laibung und aufgedoppeltem Türblatt.